# Copa Báltica
La Copa Báltica (en estonio, Balti turniir; en letón, Baltijas Kauss; en lituano, Baltijos taurė) es una competición de fútbol amistosa entre los equipos nacionales de los estados bálticos de Estonia, Letonia y Lituania.

## Historia
Como Estonia se había declarado extraoficialmente campeona de fútbol del Báltico en 1925, 1926 y 1927 basándose en los partidos jugados con Finlandia, Letonia, Lituania y Polonia, en 1928 se decidió organizar un torneo oficial. Aunque se invitó a Polonia y Finlandia a unirse, el torneo se llevó a cabo entre las tres naciones bálticas. El torneo tenía como objetivo mejorar las relaciones entre las naciones, pero las intrigas en torno a la organización y las cuestiones presupuestarias jugaron en contra de este noble objetivo. Los anfitriones siempre hicieron todo lo posible para desgastar a sus competidores. En 1933, los anfitriones lituanos sorprendieron a los oficiales con un recorrido por una cervecería local en la mañana antes del partido Lituania-Letonia. El periódico estonio Päevaleht informó que el árbitro finlandés del partido estuvo muy alegre, pero hizo un trabajo horrible, favoreciendo principalmente a los anfitriones lituanos. Las reglas exigían que al menos dos victorias fueran necesarias para ganar el campeonato. Los partidos Lituania-Estonia y Lituania-Letonia se habían empatado pero se detuvieron debido a la oscuridad. En la reunión del equipo, Letonia exigió que el partido Lituania-Estonia se repitiera primero. Letonia esperaba obtener una ventaja contra un equipo lituano cansado en su partido. Lituania y Estonia no estuvieron de acuerdo y señalaron que Letonia había ganado su partido contra Estonia, por lo que una victoria de Letonia contra Lituania otorgaría a los letones el campeonato y terminaría el torneo. No se llegó a un consenso y el equipo de Letonia se fue el mismo día. El campeonato no fue otorgado. La disputa condujo a la cancelación del torneo de 1934, pero el campeonato regresó para el de 1935. Se cambiaron las reglas para que los partidos adicionales ahora solo se llevaran a cabo entre los equipos líderes si fueran necesarios para decidir el campeonato. En 2021, para la Copa Báltica 2020, Estonia ganó la Copa después de una espera de 83 años.

## Formato
Las tres selecciones participantes se enfrentan entre sí a una sola rueda, de manera tal que cada una de ellas termina disputando dos partidos. Los puntos se computan a razón de 3 (tres) por partido ganado, 0 (cero) por derrota y 1 (uno) para cada equipo en caso de empate. Aquella selección que al finalizar todos los cruces haya obtenido la mayor cantidad de puntos se corona campeona. En caso de igualdad en el mencionado criterio, se determinará al ganador por la diferencia de gol entre todos los encuentros disputados.
Desde la edición 2016, cada selección disputa un encuentro como local y otro como visitante, dejando de existir una sede fija para la organización del torneo.

## Campeonatos
| Año          | Edición | Sede | Campeón | Subcampeón | Tercer lugar |
| ------------ | --- | --- | --- | --- | --- |
| 1928 Detalle | I | Estonia | Letonia (1) | Estonia | Lituania |
| 1929 Detalle | II | Letonia | Estonia (1) | Letonia | Lituania |
| 1930 Detalle | III | Lituania | Lituania (1) | Letonia | Estonia |
| 1931 Detalle | IV | Estonia | Estonia (2) | Letonia | Lituania |
| 1932 Detalle | V | Letonia | Letonia (2) | Lituania | Estonia |
| 1933 Detalle | VI | Lituania | Campeón indeciso debido a desacuerdos sobre los tiempos de partido.                                                                                       | Campeón indeciso debido a desacuerdos sobre los tiempos de partido.                                                                                       | Campeón indeciso debido a desacuerdos sobre los tiempos de partido.                                                                                       |
| 1934         | No realizada por desacuerdos entre las tres asociaciones sobre la edición de 1933.                                                                        | No realizada por desacuerdos entre las tres asociaciones sobre la edición de 1933.                                                                        | No realizada por desacuerdos entre las tres asociaciones sobre la edición de 1933.                                                                        | No realizada por desacuerdos entre las tres asociaciones sobre la edición de 1933.                                                                        | No realizada por desacuerdos entre las tres asociaciones sobre la edición de 1933.                                                                        |
| 1935 Detalle | VII | Estonia | Lituania (2) | Letonia | Estonia |
| 1936 Detalle | VIII | Letonia | Letonia (3) | Estonia | Lituania |
| 1937 Detalle | IX | Lituania | Letonia (4) | Estonia | Lituania |
| 1938 Detalle | X | Estonia | Estonia (3) | Letonia | Lituania |
| 1939         | No realizada debido a los tensos vínculos entre las asociaciones de Letonia y Lituania, a raíz de un conflicto entre ambas tras un partido de baloncesto. | No realizada debido a los tensos vínculos entre las asociaciones de Letonia y Lituania, a raíz de un conflicto entre ambas tras un partido de baloncesto. | No realizada debido a los tensos vínculos entre las asociaciones de Letonia y Lituania, a raíz de un conflicto entre ambas tras un partido de baloncesto. | No realizada debido a los tensos vínculos entre las asociaciones de Letonia y Lituania, a raíz de un conflicto entre ambas tras un partido de baloncesto. | No realizada debido a los tensos vínculos entre las asociaciones de Letonia y Lituania, a raíz de un conflicto entre ambas tras un partido de baloncesto. |
| 1940 – 1990  | No organizada durante el período en cuestión luego de que los territorios de los tres países fueran ocupados por la Unión Soviética.                      | No organizada durante el período en cuestión luego de que los territorios de los tres países fueran ocupados por la Unión Soviética.                      | No organizada durante el período en cuestión luego de que los territorios de los tres países fueran ocupados por la Unión Soviética.                      | No organizada durante el período en cuestión luego de que los territorios de los tres países fueran ocupados por la Unión Soviética.                      | No organizada durante el período en cuestión luego de que los territorios de los tres países fueran ocupados por la Unión Soviética.                      |
| 1991 Detalle | XI | Lituania | Lituania (3) | Letonia | Estonia |
| 1992 Detalle | XII | Letonia | Lituania (4) | Letonia | Estonia |
| 1993 Detalle | XIII | Estonia | Letonia (5) | Estonia | Lituania |
| 1994 Detalle | XIV | Lituania | Lituania (5) | Letonia | Estonia |
| 1995 Detalle | XV | Letonia | Letonia (6) | Lituania | Estonia |
| 1996 Detalle | XVI | Estonia | Lituania (6) | Estonia | Letonia |
| 1997 Detalle | XVII | Lituania | Lituania (7) | Letonia | Estonia |
| 1998 Detalle | XVIII | Letonia y Estonia | Lituania (8) | Letonia | Estonia |
| 2001 Detalle | XIX | Letonia | Letonia (7) | Lituania | Estonia |
| 2003 Detalle | XX | Estonia | Letonia (8) | Lituania | Estonia |
| 2005 Detalle | XXI | Lituania | Lituania (9) | Letonia | [ n 1 ] |
| 2008 Detalle | XXII | Letonia | Letonia (9) | Lituania | Estonia |
| 2010 Detalle | XXIII | Lituania | Lituania (10) | Letonia | Estonia |
| 2012 Detalle | XXIV | Estonia | Letonia (10) | Finlandia | Estonia |
| 2014 Detalle | XXV | Letonia | Letonia (11) | Lituania | Finlandia |
| 2016 Detalle | XXVI | Lituania, Letonia y Estonia | Letonia (12) | Lituania | Estonia |
| 2018 Detalle | XXVII | Estonia, Letonia y Lituania | Letonia (13) | Estonia | Lituania |
| 2020 Detalle | XXVIII | Estonia, Letonia y Lituania | Estonia (4) | Letonia | Lituania |
| 2022 Detalle | XXIX | Estonia, Letonia y Lituania | Islandia (1) | Letonia | Estonia |
| 2024 Detalle | XXX | Estonia, Letonia y Lituania | Estonia (5) | Lituania | Letonia |

## Palmarés
| Equipo    | Campeón | Subcampeón | Tercer lugar |
| --------- | ------- | ---------- | ------------ |
| Letonia   | 13      | 14         | 2            |
| Lituania  | 10      | 7          | 9            |
| Estonia   | 5       | 6          | 16           |
| Islandia  | 1       | 0          | 0            |
| Finlandia | –       | 1          | 1            |